# Chrząstka różkowata
Chrząstka różkowata, chrząstka rożkowata, chrząstka Santoriniego (łac. cartilago corniculata, cartilago Santorini) – w anatomii człowieka mała, stożkowata w kształcie, parzysta chrząstka krtani, zbudowana z tkanki chrzęstnej sprężystej. Położona jest na szczycie chrząstki nalewkowatej, z którą łączy się ścisłym więzozrostem nalewkowo-różkowym, jej wierzchołek kieruje się tylno-przyśrodkowo. Jej obecność wytwarza uwidaczniającą się w fałdzie nalewkowo-nagłośniowym wyniosłość – guzek różkowaty, inaczej guzek Santoriniego (tuberculum corniculatum, tuberculum Santorini). Od wierzchołka chrząstki różkowatej ku dołowi do ściany gardła biegnie więzadło różkowo-gardłowe, zazwyczaj łączące się ze swoim drugostronnym odpowiednikiem i więzadłem pierścienno-gardłowym.
Nazwy eponimiczne upamiętniają włoskiego anatoma Giovanni Domenico Santoriniego.